# 内田嶺衣奈
内田 嶺衣奈（うちだ れいな、1990年1月6日 - ）は、フジテレビアナウンサー。

## 来歴
東京都出身。身長161 cm。
カリタス小学校、カリタス女子中学校・高等学校、上智大学文学部フランス文学科卒業。
フジテレビ入社直前まで、原 レイナ、原 嶺衣奈（はら れいな）名義で芸能事務所・イトーカンパニーに在籍し、芸能活動を行っていた。
大学4年のときに、2011年ミスソフィアに輝く。大学の卒業論文のテーマは、「日本とフランスの広告比較」。
2013年4月、フジテレビに入社。同期入社は木村拓也、三上真奈。同年の秋からは先輩アナウンサーの本田朋子がフリーに転身することにより、その後を受けて『すぽると!』日・月曜キャスターを担当することになった。
2021年9月22日、同局情報制作局の先輩社員と結婚。今後も仕事は継続する。

2024年9月24日第1子妊娠をInstagramで発表した。。2025年3月5日、1月下旬に第1子が誕生した事をInstagramで発表した。。

## 人物
留学経験は、高校3年時にフランス・マルセイユ、大学1年時にフランス・アンジェに留学。その為、フランス語が得意。
資格は、フランス語検定2級・漢字検定2級・日本語検定3級・秘書技能検定2級・サービス接遇検定2級・食育アドバイザー、防災士。
趣味は、歌・カフェめぐり。

## 出演番組（フジテレビアナウンサーとして）
レギュラー出演番組・キャスター名
| 期間 | 期間       | 月曜日                                                | 火曜日                                                | 水曜日                                                | 木曜日                                                | 金曜日                                                | 土曜日                                                | 日曜日                                                |
| --- | ---------- | ----------------------------------------------------- | ----------------------------------------------------- | ----------------------------------------------------- | ----------------------------------------------------- | ----------------------------------------------------- | ----------------------------------------------------- | ----------------------------------------------------- |
| 2013.10 | 2014.3     | すぽると! 総合司会                                    | （なし）                                              | （なし）                                              | （なし）                                              | 森田一義アワー 笑っていいとも! テレフォンアナウンサー | （なし）                                              | すぽると! 総合司会                                    |
| 2014.4 | 2015.9     | すぽると! 総合司会                                    | すぽると! 総合司会                                    | （なし）                                              | 情報プレゼンター とくダネ! プレゼンター               | 情報プレゼンター とくダネ! プレゼンター               | （なし）                                              | すぽると! 総合司会                                    |
| 2015.10 | 2016.3     | すぽると! 総合司会                                    | すぽると! 総合司会                                    | （なし）                                              | （なし）                                              | （なし）                                              | （なし）                                              | すぽると! 総合司会                                    |
| 2016.4 | 2016.9     | みんなのニュース フィールドキャスター                 | みんなのニュース フィールドキャスター                 | みんなのニュース フィールドキャスター                 | みんなのニュース フィールドキャスター                 | みんなのニュース フィールドキャスター                 | めざましどようび スポーツキャスター                   | （なし）                                              |
| 2016.10 | 2018.3     | みんなのニュース サブキャスター（ハッピーゾーン担当） | みんなのニュース サブキャスター（ハッピーゾーン担当） | みんなのニュース サブキャスター（ハッピーゾーン担当） | みんなのニュース サブキャスター（ハッピーゾーン担当） | みんなのニュース サブキャスター（ハッピーゾーン担当） | （なし）                                              | （なし）                                              |
| 2018.4 | 2019.3     | （なし）                                              | （なし）                                              | （なし）                                              | （なし）                                              | （なし）                                              | プライムニュース イブニングWeekend スポーツキャスター | プライムニュース イブニングWeekend スポーツキャスター |
| 2019.4 | 2021.6     | （なし）                                              | （なし）                                              | （なし）                                              | （なし）                                              | FNN Live News α メーンキャスター                      | Live News イット!Weekend スポーツキャスター           | Live News イット!Weekend スポーツキャスター           |
| 2021.7 | 2022.3     | （なし）                                              | （なし）                                              | （なし）                                              | （なし）                                              | FNN Live News α メーンキャスター                      | Live News イット! Weekend メーンキャスター1           | Live News イット! Weekend メーンキャスター1           |
| 2022.4 | 2022.6     | （なし）                                              | （なし）                                              | （なし）                                              | FNN Live News α メーンキャスター                      | FNN Live News α メーンキャスター                      | （なし）                                              | （なし）                                              |
| 2022.7 | 2022.11.13 | （なし）                                              | （なし）                                              | （なし）                                              | FNN Live News α メーンキャスター                      | FNN Live News α メーンキャスター                      | （なし）                                              | 日曜報道 THE PRIME ナレーション                       |
| 2022.11.14 | 2022.12    | （なし）                                              | （なし）                                              | （なし）                                              | FNN Live News α メーンキャスター                      | FNN Live News α メーンキャスター                      | （なし）                                              | （なし）                                              |
| 2023.1 | 2023.3     | FNN Live News α メーンキャスター2                     | FNN Live News α メーンキャスター2                     | FNN Live News α メーンキャスター2                     | （なし）                                              | プライムオンラインTODAY 金曜キャスター                | （なし）                                              | （なし）                                              |
| 2023.4 | 2024.9     | プライムオンラインTODAY メーンキャスター3             | プライムオンラインTODAY メーンキャスター3             | プライムオンラインTODAY メーンキャスター3             | プライムオンラインTODAY メーンキャスター3             | プライムオンラインTODAY メーンキャスター3             | （なし）                                              | （なし）                                              |
| 2024.10 | 現在       | （なし）                                              | （なし）                                              | （なし）                                              | （なし）                                              | （なし）                                              | （なし）                                              | （なし）                                              |
| 備考 - 1第2子妊娠の産休に入る生野陽子の後任。内田が担当していたポジションの後任は佐久間みなみが担当。なお内田の降板時の後任は、生野となった。 - 2三田友梨佳が第1子妊娠のため、三田の担当曜日に移行。内田の担当曜日の後任は小澤陽子が担当。 - 3宮澤智の後任 |            |                                                       |                                                       |                                                       |                                                       |                                                       |                                                       |                                                       |

### その他
- VS嵐（2013年8月8日） - フジテレビアナウンサーチーム
- めざましテレビ（2013年9月2日・3日、お天気キャスター長野美郷の代行）
- プロ野球ニュース2013（2013年10月1日） - アシスタント
- 第25回出雲全日本大学選抜駅伝（2013年10月14日） - 監督室リポート・優勝チームインタビュアー
- カスペ!「ドリームチーム対抗!最強!!ものまね紅白!史上初の頂上決戦スペシャル!」（2013年10月29日〈第39回大会〉） - 紅組司会
- 僕らの音楽（2013年12月6日） - 「2013 FNS歌謡祭」特集インタビュアー
- 土曜プレミアム「最強トーナメント2013 ものまね王座大決定戦 新王者誕生スペシャル!!」（2013年12月28日） - 司会
- 全力教室（2014年3月2日 - 3月23日） - MC（高島彩の産休による代役）
- ぶらぶらサタデー・有吉くんの正直さんぽ - アシスタント旅人
- クイズ!それマジ!?ニッポン（2014年11月2日 - 2015年8月16日）
- リモートシェフ・BSフジ - アシスタント
- FNN Live News α - （2019年6月28日・29日・9月16日 - 20日・2020年2月5日・6日・3月3日 - 5日・8月10日 - 13日・17日・18日・11月25日・26日・2021年3月30日・5月26日・27日・7月12日・15日・9月16日・10月25日・2022年3月1日・4月11日 - 13日・5月24日・7月13日・25日・26日・8月29日・9月19日・10月10日・11日・11月14日） - 三田友梨佳休暇・出張時の代行
- 芸人、家をつくる。（2020年3月7日） - ナレーター
- プライムオンラインTODAY（2021年1月11日 - 12日　BSフジ） - 宮澤智休暇の代行
- 地震速報特番スタジオキャスター（2022年3月16日）
  - 三田友梨佳・内野泰輔・今湊敬樹と共同で担当。
- ミステリと言う勿れ#11（2022年3月21日） - フィールドキャスター（アナウンサー）役
- Mr.サンデー（2022年7月24日） - 三田友梨佳休暇時の代行

## その他

### ウェブメディア
- telling - テリング (株式会社朝日新聞社、2021年7月10日〜毎月第2土曜日)

## イトーカンパニー時代 (フジテレビ入社前)

### テレビ
- ミニモニ。でブレーメンの音楽隊（2004年、NHK教育） - 因幡卯月 役[4]
- エンタdeパンチ（2005年 - 2006年、エンタ!371） - 木曜日司会[4]

### 映画
- ZOO「カザリとヨーコ」（2005年、東映ビデオ）[4]
- バレー・オブ・フラワーズ（2006年、ユーロスペース）[4]
- が〜るず★ねくすと（2010年）[4]

### ラジオ
- まだまだゴチャ・まぜっ!〜集まれヤンヤン〜（2012年4月21日 - 2012年7月14日、MBSラジオ）

### 舞台
- STAR Chart Project #1「TDL≒USJ」（2008年）[4]
- 「こもれびの中で 2010」（2010年）[4]

### CM・広告
- 健康保険組合連合会 新聞広告（2006年）[4]
- ソフトバンクモバイル 白戸家「3年犬組」篇（2008年）[4]